# Mark James (Songwriter)
Mark James (* als Francis Rodney Zambon am 29. November 1940 in Houston, Texas; † 8. Juni 2024 in Nashville, Tennessee) war ein amerikanischer Songwriter, der Hits u. a. für B. J. Thomas, Brenda Lee und Elvis Presley schrieb, darunter Presleys Hitsingle Suspicious Minds. Weitere bekannte Lieder sind Always on My Mind und Hooked on a Feeling.

## Frühes Leben
Mark James wurde mit italienischen Wurzeln in Houston, Texas geboren und wuchs auch dort auf. Er freundete sich schon in jungen Jahren mit dem nur zwei Jahre jüngeren B. J. Thomas an, der ebenfalls in der Nähe von Houston aufwuchs.

## Karriere

### 1967–1969
In den späten 1960er Jahren wurde James als fest angestellter Songwriter beim Verlag des Memphis-Produzenten Chips Moman unter Vertrag genommen, der von 1968 bis 1969 Thomas’ Versionen von The Eyes of a New York Woman, Hooked on a Feeling und It’s Only Love produzierte, die allesamt erfolgreich waren.
James veröffentlichte 1968 seine eigene Version von Suspicious Minds, die ebenfalls von Moman produziert wurde, auf Scepter Records. Unter Verwendung des gleichen Arrangements nahm Elvis Presley 1969 eine Version auf, die ein Riesenhit und vom Rolling Stone auf Platz 91 der besten Songs aller Zeiten gewählt wurde.

### 1969–1977
1972 unterzeichnete James einen langfristigen Vertrag mit Screen Gems-Columbia Music. 1973 wurde James’ Song Sunday Sunrise von der amerikanischen Country-Sängerin Brenda Lee aufgenommen. Brenda Lees Version war ein großer Hit und erreichte mehrere Top-Ten-Platzierungen in den US-Charts. 1975 coverte die kanadische Musikerin Anne Murray ebenfalls Sunday Sunrise. Elvis Presley nahm weiterhin James’ Kompositionen auf, wie z. B. Raised on Rock, It’s Only Love und Moody Blue (der Titelsong von Presleys letztem Studioalbum). Seinen größten Erfolg hatte James jedoch mit Always on My Mind, einer Zusammenarbeit mit Johnny Christopher und Wayne Carson, die Presley 1972 als B-Seite veröffentlichte. 1973 veröffentlichten Blood, Sweat & Tears Mark James’ Roller Coaster als Single aus ihrem Album No Sweat. Der Song wurde auch von David Cassidy im selben Jahr für das letzte Partridge-Family-Album Bulletin Board aufgenommen, das auch zwei andere Mark-James-Songs enthielt, Where Do We Go From Here und Alone Too Long, die er zusammen mit Cynthia Weil geschrieben hatte.

### Ab 1978
Als Mark James Trio veröffentlichte James 1978 zusammen mit seinen Bandkollegen Joey Longoria und Bobby Winder das Album She’s Gone Away auf Crazy Cajun Records.
Ein Jahrzehnt nach der Veröffentlichung von Always on My Mind hat Willie Nelson diesen Song gecovert und landete damit einen seiner größten Hits. James gewann einen Grammy Award für den Song des Jahres und einen Grammy Award für den besten Country-Song für Nelsons Version. Die Pet Shop Boys veröffentlichten 1987 eine erfolgreiche Version von Always on My Mind, die in Großbritannien Platz 1 und in den USA Platz 4 der Charts erreichte.
Im Jahr 2000 ernannte ihn die Broadcast Music Incorporated (BMI) zu einem ihrer Songwriter des Jahrhunderts und seine drei erfolgreichsten Songs wurden auf die Liste der 100 größten Songs des 20. Jahrhunderts gesetzt. 2008 wurde der Song in die Grammy Hall of Fame aufgenommen, am 11. Oktober 2015 wurde Mark James selbst in die Nashville Songwriters Hall of Fame aufgenommen.
Hooked on a Feeling wurde häufig für Filme lizenziert, von Quentin Tarantinos Reservoir Dogs (1992) bis zu Guardians of the Galaxy (2014). Nichtsdestotrotz ist Suspicious Minds wohl der bedeutendste Song in Mark James’ Liste, nicht nur für seine Karriere, sondern auch für die von Presley. 2021 gab Sony/ATV Music Publishing bekannt, dass der Vertrag mit James verlängert wurde. Damit wurde ein Vertrag erneuert, der 50 Jahre zuvor geschlossen wurde, als James bei Screen Gems/EMI unterschrieb.
Insgesamt wurden die Lieder James’, insbesondere seine drei bekanntesten Lieder, laut IMDb gut 200 mal in Filmen, Fernsehserien und anderen Medien verwendet, darunter in mehr als 40 Kinofilmen (Stand: Juni 2024).

## Tod
Mark James starb in seinem Haus in Nashville, Tennessee, am 8. Juni 2024 im Alter von 83 Jahren. Er hinterließ seine Ehefrau Karen Zambon, zwei Töchter sowie Enkelkinder.

## Auszeichnungen
Grammy Awards
- 1983: Grammy Award for Song of the Year (Always on My Mind)
- 1983: Grammy Award for Best Country Song (Always on My Mind)